# Löw Móritz
Löw Móritz (Makó, 1842. augusztus 22. – Berlin, 1900. május 25.) zsidó származású csillagász.

## Életpályája
A lipcsei és Bécsi Egyetemen tanult, filozófiából doktorált a budapesti Eötvös Loránd Tudományegyetemen. Diplomázása után a lipcsei obszervatóriumban lett asszisztens, majd 1883-ban a Berlini Porosz Földtani Intézetben professzori minősítésben dolgozott.

## Német nyelven kiadott munkái
- Elemente der Planeten
- Einfluss der Verbesserten Sternörter auf die Polhöhen der Gradmessung in Ostpreussen
- Polhöhe von Helgoland
- Zur Theorie der Passage-Instrumente im Ersten Vertikal, Astronomische Nachrichten (1881)
- Astronomisch-Geodätische Ortsbestimmungen im Harz
- Polhöhebestimmungen im Harzgebirge Ausgeführt